# Vozokany (Trnava)
|  | No s'ha de confondre amb Vozokany (Nitra). |

Vozokany és un poble i municipi d'Eslovàquia que es troba a la regió de Trnava, a l'oest del país.

## Història
La primera menció escrita de la vila es remunta al 1240.

## Demografia
| Godina             | 1994 | 2004   | 2014   | 2024   |
| ------------------ | ---- | ------ | ------ | ------ |
| Nombre de persones | 1107 | 1103   | 1186   | 1089   |
| Diferència         |      | −0,36% | +7,52% | −8,17% |

| Godina             | 2023 | 2024   |
| ------------------ | ---- | ------ |
| Nombre de persones | 1092 | 1089   |
| Diferència         |      | −0,27% |